# 羅健兒
羅健兒（：／ Ra Gun-ah，1989年2月20日—）， 原名里卡多·普雷斯頓·拉特利夫，現役職業籃球運動員，現效力於菲律賓籃球協會麥諾尼亞熱點。出生於美國維吉尼亞州，大學時曾為密蘇里大學效力，畢業後投入NBA選秀，沒能獲選，因而赴韓發展。2018年歸化為韓國國籍，並取了韓國姓名，亦代表韓國男籃出賽，並在世界盃成為史上首位於當屆所有賽事獲兩雙成績的球員。

## 俱樂部生涯
羅健兒大學畢業後參加了2012年NBA選秀，沒有獲得青睞。於是他轉投KBL洋將選秀，由蔚山摩比斯太陽神選進。
2014年他代表蔚山太陽神於瓊斯盃出賽。該屆賽事蔚山太陽神僅以8名球員的陣容應戰並贏得冠軍，羅健兒也入選最佳五人及獲得MVP的榮譽。
2016年5月他加盟菲律賓職業籃球聯賽Star Hotshots並留下場均32.2分和20.8個籃板的成績。
2017年他代表首爾三星雷霆於澳門超級8籃球邀請賽出賽。
2019年11月，蔚山現代摩比斯太陽神將羅健兒與李大成交易至全州KCC宙斯盾。
2024年休賽季羅健兒離開KBL，羅健兒總計在KBL出賽611場，場均貢獻18.6分、10.7籃板、2.0助攻、1.2次阻攻，以13,231分僅次於徐章焄位居KBL歷史總得分榜第二。2024年7月16日，全国男子篮球联赛长沙湾田勇胜與羅健兒完成簽約。羅健兒出賽12場比賽，場均上場20.41分鐘，可挹注11.83分、6.75籃板、1.42助攻。
2024年10月15日，菲律賓籃球協會麥諾尼亞熱點總教練表示羅健兒重返球隊參加PBA委員盃。

## 國家隊生涯
羅健兒在歸化韓國國籍的過程中，一度被匿名舉報觸犯瀆職罪，經韓國檢察機關調查後，未查出瀆職行為，因此成功歸化。
2018年，羅健兒歸化韓國國籍，時任韓國男籃總教練許載將他選入韓國男籃名單，並出賽2019年世界盃籃球賽亞太區資格賽且參加2018年雅加達亞運。
2018年2月20日，羅健兒首次代表韓國隊出賽，該場比賽由韓國隊主場對陣香港男籃。
2019年，羅健兒代表韓國出賽世界盃，並且締造在世界杯所有賽事繳出兩雙成績的紀錄。

## 外部連結
- 羅健兒在fiba.basketball（英语）
- 羅健兒在韓國籃球聯賽（英语）
- 羅健兒在Basketball-Reference.com（國際）（英语）
- 羅健兒在Sports-Reference.com（NCAA）（英语）
- 羅健兒在Eurobasket.com（球員）（英语）
- 羅健兒在RealGM（英语）
- 羅健兒在Proballers（英语）
- 羅健兒在Flashscore（英语）
- 羅健兒在Flashscore（英语）